# 시오번 파헤이
시본 마리 파히(영어: Siobhan Maire Fahey, 1958년 9월 10일 ~ )는 아일랜드의 가수로 바나나라마의 전 멤버이다.